# 塞席爾短額鮃
塞席爾短額鮃為輻鰭魚綱鰈形目鰈亞目鮃科的其中一種，為熱帶海水魚，分布於西印度洋塞席爾群島海域，棲息深度可達68公尺，體長可達7.6公分，棲息在底層水域，生活習性不明。

## 扩展阅读
維基物種上的相關：塞席爾短額鮃